# Mioferlina
La mioferlina és una proteïna que en humans està codificada pel gen MYOF.

## Funció
La disferlina i l'otoferlina són proteïnes que es troben en humans que són homòlogues a la mioferlina 
Les mutacions de la disferlina, una proteïna associada a la membrana plasmàtica poden causar debilitat muscular que afecta tant els músculs proximals com els distals. La proteïna codificada per aquest gen és una proteïna de membrana de tipus II que és estructuralment similar a la disferlina. És membre de la família dels ferlins i s'associa amb les membranes plasmàtiques i nuclears. La mioferlina conté dominis C2 que tenen un paper en els esdeveniments de fusió de membrana mediats pel calci, cosa que suggereix que pot estar implicat en la regeneració i reparació de la membrana. Myoferlin també conté un domini FerA. S'ha demostrat que els dominis FerA interaccionen amb la membrana, cosa que suggereix que el domini FerA de la mioferlina pot contribuir al mecanisme d'interacció de la membrana de la mioferlina. La mioferlina està sobreexpressada en diversos tipus de càncer, especialment de pàncrees i de mama triple negatiu. La sobreexpressió de la mioferlina s'associa amb la proliferació, la migració i la invasió de cèl·lules canceroses i silenciar el gen de la mioferlina en el càncer de mama triple negatiu pot reduir significativament el creixement del tumor i la progressió metastàtica. S'han trobat dues variants de transcripció que codifiquen diferents isoformes per a aquest gen. S'han detectat altres variants possibles, però no s'han determinat la seva naturalesa de longitud completa.